# Alexandre Marc
Alexandre Marc, né Alexandre Markovitch Lipiansky à Odessa le 19 janvier 1904, mort le 22 février 2000 à Vence (France), est un écrivain et un philosophe français, chef de file et théoricien du fédéralisme européen.

## Biographie
Alexandre Marc est né en 1904 à Odessa dans une famille de confession juive. Adolescent, il est s'engage dans les mouvements socialiste-révolutionnaires. Chassé de Russie par la révolution, il termine ses études secondaires au lycée Saint-Louis de Paris. Au milieu des années vingt, il entreprend des études supérieures de philosophie à Iéna. Revenu en France, il acquiert une formation juridique et est diplômé de l'École libre des sciences politiques en 1927. Sur la recommandation de Jules Isaac, il entre aux Éditions Hachette tout en fondant une agence de presse, Pax-Presse.
En 1929, il crée un centre de rencontres à vocation religieuse et œcuménique, Le Club du Moulin Vert en compagnie de Denis de Rougemont, club qui, en abordant les questions sociales et politiques, va donner naissance, en 1930, au mouvement L'Ordre nouveau, dont il allait être l'un des principaux animateurs jusqu'à la disparition de celui-ci en 1938. 
C'est notamment à son initiative que va se trouver associé au groupe Arnaud Dandieu, avec qui il va contribuer à définir, entre 1930 et 1933, les orientations théoriques fondamentales qui en feront une des expressions du « personnalisme » des « non-conformistes des années 30 ». Désormais, Alexandre Marc allait se faire l'infatigable porte-parole de ces idées. C'est ainsi qu'il sera amené à participer, en 1932, à la fondation de la revue Esprit dans laquelle il publie plusieurs articles exposant les thèses de l’Ordre nouveau.
Converti au catholicisme après sa lecture de Saint Augustin et la mort de Dandieu, en octobre 1933, il écrit dans la revue dominicaine La vie intellectuelle puis devient, en 1935, le secrétaire de rédaction de l'hebdomadaire catholique Sept, dont il rédige notamment la revue de presse sous le pseudonyme de Scrutator. Il collabore régulièrement, un peu plus tard, de 1937 à la guerre, à l'hebdomadaire qui lui succède, Temps présent. De même, il fait partie de l'équipe qui fait reparaître cette publication, d'août 1940 à août 1941, sous le titre Temps Nouveaux, tandis qu'il participe par ailleurs à la création clandestine des Cahiers du Témoignage chrétien. Résistant pendant la guerre, il est menacé d'arrestation et se réfugie en Suisse en 1943.
À la Libération, après avoir été interné en Suisse comme réfugié politique de 1943 à 1944, il collabore pendant quelques mois à Témoignage chrétien, puis se consacre entièrement à son engagement au service du fédéralisme européen. Il participe à la création du groupe « La Fédération », et devient, en 1946, secrétaire général de l'Union européenne des fédéralistes. Il participe à l'organisation du Congrès de La Haye en 1948 puis devient en 1953, l'animateur du Mouvement fédéraliste européen. Il fonde la revue L'Europe en formation. Il crée le Centre international de formation européenne (CIFE) en 1954.
À côté de son engagement militant, il est l'auteur de nombreux ouvrages et articles exposant sa conception du fédéralisme intégral qu'il rebaptisera « fédéralisme global » pour mieux rendre compte de sa pensée et dont il s'efforcera jusqu'à sa retraite d'assurer la diffusion à travers une intense activité d'enseignement au sein d'institutions diverses comme au sein du CIFE et de l'Institut européen des hautes études internationales (devenu un département du CIFE à travers de l'Institut européen·European institute). Il a aussi animé régulièrement le Collège d'Études Fédéralistes d'Aoste.
Il est marié avec Suzanne Jean, avec qui il a quatre enfants. Il meurt le 22 février 2000 à Mence.
Ses archives, aujourd’hui déposées selon sa volonté auprès des Archives historiques de l’Union européenne de Florence gérées par l'Institut universitaire européen, témoignent de son rôle dans ces différents domaines. 